# Eclusia
Eclusia es un género de foraminífero bentónico de la subfamilia Ilerdorbinae, de la familia Cyclolinidae, de la superfamilia Cyclolinoidea, del suborden Cyclolinina y del orden Loftusiida. Su especie tipo es Eclusia moutyi. Su rango cronoestratigráfico abarca el Valanginiense (Cretácico inferior).

## Discusión
Clasificaciones previas incluían Eclusia en el Suborden Textulariina y del Orden Textulariida.

## Clasificación
Eclusia incluye a la siguiente especie:
- Eclusia moutyi